# Giovanni di Martino da Fiesole

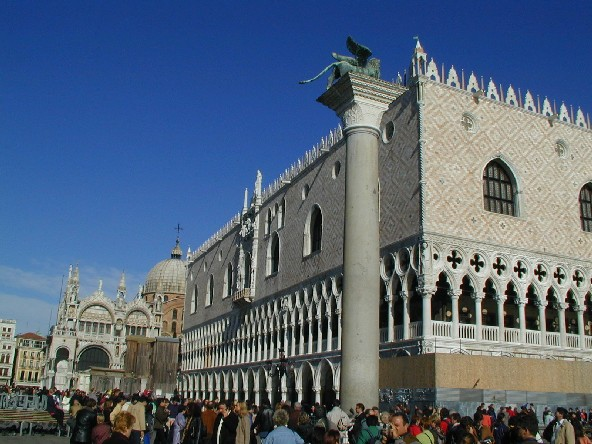
Venezia, Palazzo Ducale

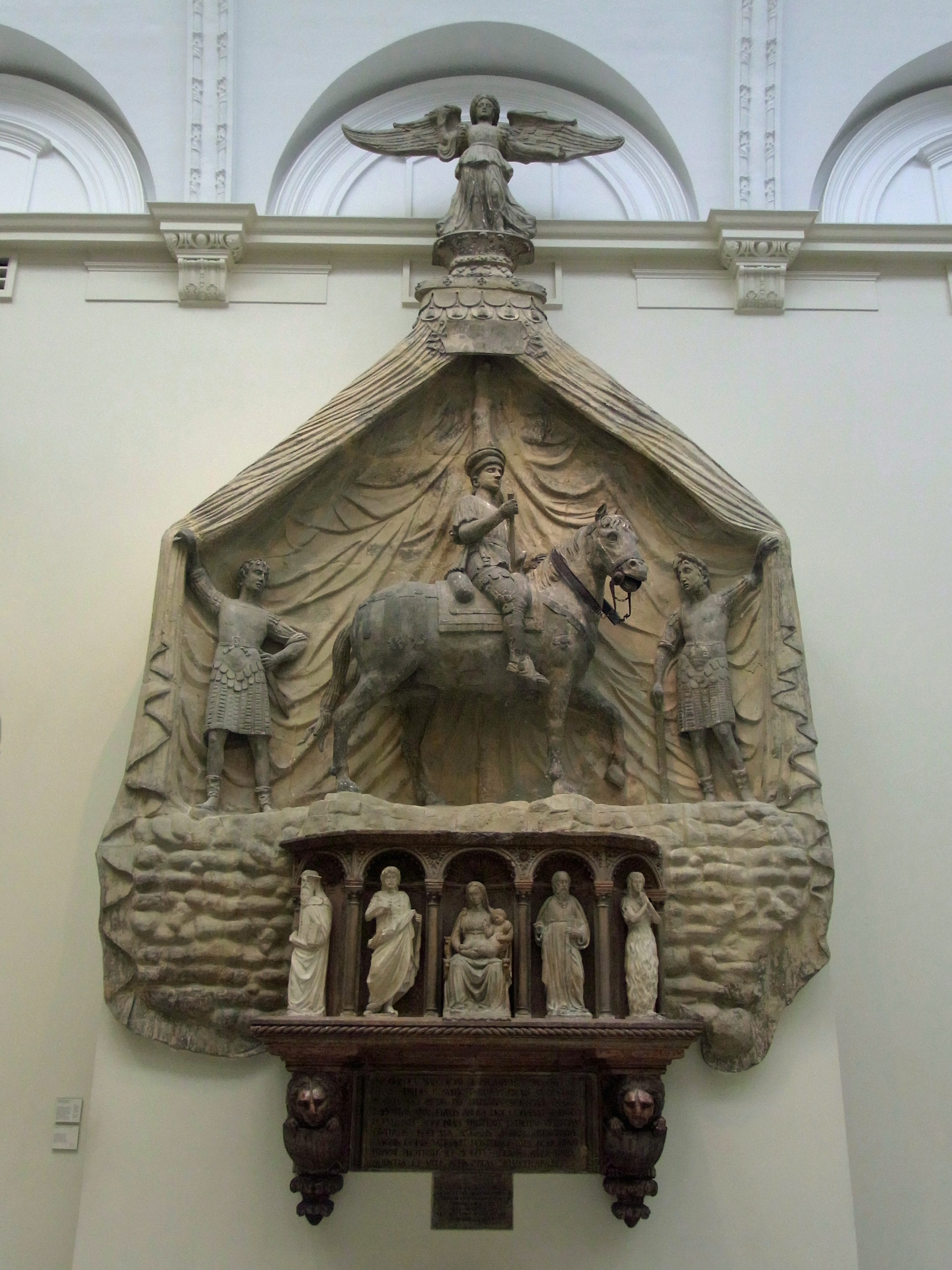
Londra, Victoria and Albert Museum, Monumento funebre di Spinetta Malaspina, 1430-1435.

Giovanni di Martino da Fiesole (Toscana, ... – XV secolo) è stato uno scultore italiano attivo soprattutto in Toscana che realizzò opere anche a Venezia.

## Biografia
Lavorò ad un grande capitello  angolare che si trova nel portico del Palazzo Ducale di Venezia. Nel 1858 fu eseguito un restauro a questo capitello e furono rilevate delle lettere che compongono l'iscrizione: Duo soti (soci) Florentini incise.
Il capitello fu attribuito agli scultori del Monumento al Doge Tommaso Mocenigo, sotto il quale erano scolpiti i nomi: Petrus magistri Nicholai de Florencia et Jovannes Martini de Fesulis inciserunt hoc opus 1423 (cioè Pietro di Nicolò Lamberti  e Giovanni di Martino da Fiesole).
Nel portico terreno del palazzo Ducale si trova il gruppo in marmo Il giudizio di Salomone opera di Giovanni di Martino da Fiesole e Pietro di Nicolò (1438).
Angeletto Venier ebbe l'incarico dalla Repubblica di Venezia di cercare a Firenze un architetto per alcuni lavori al Palazzo Ducale e tentò di prendere accordi con Pietro di Nicolò Lamberti, detto Pela.
A Giovanni è attribuito anche il Monumento funebre di Spinetta Malaspina che scolpì presumibilmente tra il 1430 e il 1435 assieme ad altri due artisti, Piero di Niccolò Lamberti (1393-1435), figlio di Niccolò di Piero Lamberti e ad Antonio da Firenze. Il complesso scultoreo è conservato a Londra nel Victoria and Albert Museum.